# Équipe de Belgique de football en 1956
Maillots
Chronologie
Saison précédente Saison suivante
Tout comme en 1947, le bilan de l'équipe de Belgique de football est catastrophique en 1956 avec cinq défaites et une seule victoire, mais, encore une fois, quelle victoire !

## Résumé de la saison
Au printemps, les Diables Rouges reçoivent la Suisse au Heysel pour leur premier affrontement de l'année et doivent s'avouer vaincus (1-3). La Nati avait réussi à surprendre et désorganiser les Belges en optant pour une tactique fidèle à son fameux « verrou suisse » et évoluait principalement en contre-attaque, plaçant la dernière banderille dans le dernier quart d'heure de la partie après que la Belgique eût réclamé un penalty, non accordé par l'arbitre ouest-allemand Josef Wershoven, pour une faute de main helvète.

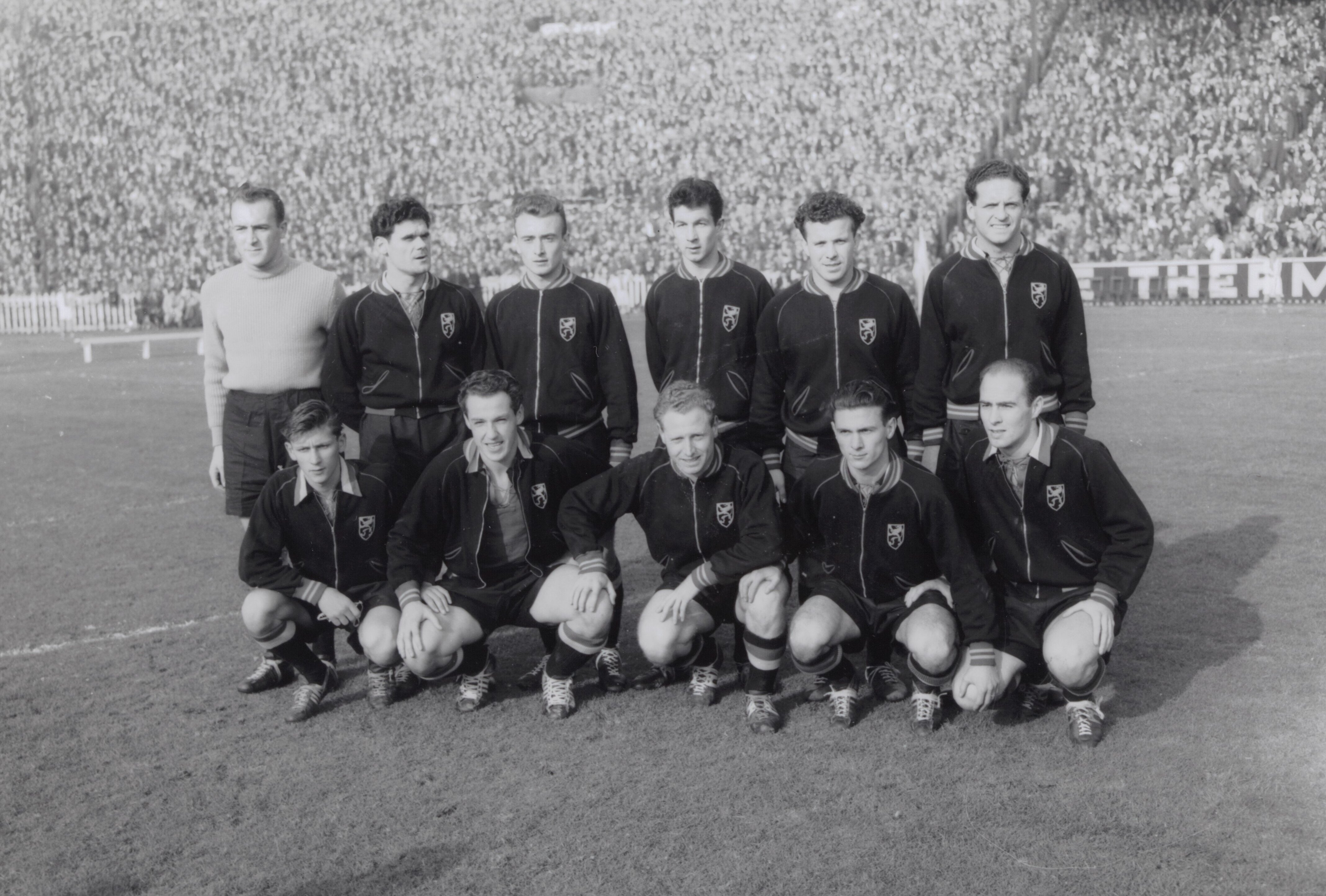
L'équipe belge à Deurne, le 8 avril 1956- face aux Pays-Bas.

Début avril se tient à Deurne le traditionnel duel des plats pays dans lequel les Pays-Bas émergent (0-1). Comme à l'habitude, la partie est très disputée et nerveuse mais les Belges pèchent à la concrétisation et les néerlandais finissent par inscrire le seul but de la rencontre en seconde période pour s'imposer.
Un mois plus tard, le 3 juin 1956 allait être une nouvelle date à marquer d'une pierre blanche dans l'histoire du football belge. La Belgique allait en effet défaire la Hongrie (5-4), après avoir été pourtant menée (1-3) à la mi-temps sur des buts de Puskás et de Kocsis (deux fois). La venue des « Magyares Magiques » avait déchaîné les passions, 75 000 spectateurs (dont 59 299 payants), un record absolu en Belgique et qui ne sera plus jamais égalé, ont assisté à une soirée de rêve au cours de laquelle les Diables Rouges finirent pas émerger grâce à Van Kerkhoven, Vandeweyer, Orlans et Houf. Richard Orlans sera désigné homme du match. Cette défaite entraîne par ailleurs le limogeage du sélectionneur hongrois « mythique » Gusztáv Sebes.

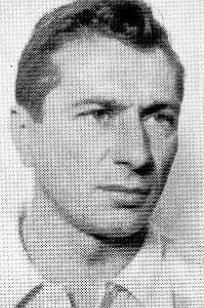
Thadée Cisowski inscrit un quintuplé (!) lors de France-Belgique (6-3).

Si la performance ne manque pas d'épater tous les observateurs du football planétaire, elle ne sera toutefois pas suivie de résultats concrets  lors de matchs à réel enjeu pendant près de vingt ans. Il faut en effet attendre la 3e place atteinte au Championnat d'Europe 1972 pour voir la Belgique revenir se frotter au gotha européen.
La suite de la saison est d'ailleurs de nettement moins bonne facture, une première défaite contre les Oranje (2-3) qu'on ne pouvait pas exactement qualifier de victoire à la Pyrrhus pour les hollandais, tant les Diables Rouges n'avaient plus de diable que le nom en seconde période et ressemblaient plutôt à des moutons en route vers l'abattoir. Malgré une avance de deux buts, ils durent s'avouer vaincus dans un duel des plats pays qui n'apporta pas toutes ses promesses dans le soi-disant enfer de Deurne.
La Belgique hypothèque ensuite quasiment d'entrée de jeu ses chances de qualification en s'inclinant face à la France (6-3) dans le stade de  Colombes à l'occasion du tour préliminaire à la Coupe du monde 1958 en Suède. L'Islande, troisième nation du groupe qualificatif, faisait office de petit poucet et il semblait d'ores et déjà acquis que Français et Belges s'en déferaient facilement.
Du 24 novembre au 8 décembre se tient le tournoi olympique aux Jeux de Melbourne qui verra l'Union soviétique triompher. Des éliminatoires avaient été nécessaires au préalable, 28 nations s'étaient en effet inscrites,, parmi lesquelles la Belgique et les Pays-Bas ne figuraient toutefois pas.
À la veille de Noël, en clôture de l'année, les Diables Rouges se déplacent à Cologne pour offrir une revanche aux Allemands qui ne laisseront pas passer leur chance (4-1). Le sélectionneur Sepp Herberger avait pourtant décidé de renouveler les cadres et pas un seul des joueurs champions du monde à Bâle n'avait été aligné, ce qui n'empêcha pas à la Mannschaft d'imposer sa volonté aux Belges tout au long de la rencontre.

## Les matchs
| Match amical                                                  | Belgique    | 1 - 3   | Suisse                                      | Stade du Heysel Laeken, Belgique                 |                                                  |
| 11 mars 1956 · 15:00 heure locale · Historique des rencontres | Mermans 47e | (0 – 1) | Pastega (it) 11e · Ballaman 77e · Meier 88e | Spectateurs : 44 689 Arbitrage : Josef Wershoven | Spectateurs : 44 689 Arbitrage : Josef Wershoven |
| 11 mars 1956 · 15:00 heure locale · Historique des rencontres | Rapport     |         |                                             | Spectateurs : 44 689 Arbitrage : Josef Wershoven | Spectateurs : 44 689 Arbitrage : Josef Wershoven |

| Match amical                                                  | Belgique | 0 - 1   | Pays-Bas        | Bosuilstadion Deurne, Belgique                 |                                                |
| 8 avril 1956 · 15:00 heure locale · Historique des rencontres |          | (0 – 0) | Koopal (nl) 56e | Spectateurs : 52 211 Arbitrage : Alf Bond (en) | Spectateurs : 52 211 Arbitrage : Alf Bond (en) |
| 8 avril 1956 · 15:00 heure locale · Historique des rencontres | Rapport  |         |                 | Spectateurs : 52 211 Arbitrage : Alf Bond (en) | Spectateurs : 52 211 Arbitrage : Alf Bond (en) |

| Match amical                                                 | Belgique                                                              | 5 - 4   | Hongrie                                 | Stade du Heysel Laeken, Belgique          |                                           |
| 3 juin 1956 · 16:00 heure locale · Historique des rencontres | Van Kerkhoven 11e (pen.) · Vandeweyer 59e · Orlans 63e 83e · Houf 76e | (1 – 3) | Puskás 12e · Kocsis 28e 31e · Budai 87e | Spectateurs : 59 299 Arbitrage : Leo Horn | Spectateurs : 59 299 Arbitrage : Leo Horn |
| 3 juin 1956 · 16:00 heure locale · Historique des rencontres | Rapport                                                               |         |                                         | Spectateurs : 59 299 Arbitrage : Leo Horn | Spectateurs : 59 299 Arbitrage : Leo Horn |

| Match amical                                                     | Belgique               | 2 - 3   | Pays-Bas                           | Bosuilstadion Deurne, Belgique                      |                                                     |
| 14 octobre 1956 · 15:00 heure locale · Historique des rencontres | Willems 16e · Houf 46e | (1 – 0) | Appel 54e 81e · Notermans (nl) 70e | Spectateurs : 57 631 Arbitrage : Vincenzo Orlandini | Spectateurs : 57 631 Arbitrage : Vincenzo Orlandini |
| 14 octobre 1956 · 15:00 heure locale · Historique des rencontres | Rapport                |         |                                    | Spectateurs : 57 631 Arbitrage : Vincenzo Orlandini | Spectateurs : 57 631 Arbitrage : Vincenzo Orlandini |

| Coupe du monde 1958 Qualifications - Groupe 2                     | France                                     | 6 - 3   | Belgique                   | Stade olympique Yves-du-Manoir Colombes, France |                                              |
| 11 novembre 1956 · 14:30 heure locale · Historique des rencontres | Cisowski 13e 15e 44e 72e 88e · Vincent 18e | (4 – 1) | Houf 16e · Willems 61e 67e | Spectateurs : 46 049 Arbitrage : Jack Clough    | Spectateurs : 46 049 Arbitrage : Jack Clough |
| 11 novembre 1956 · 14:30 heure locale · Historique des rencontres | Rapport                                    |         |                            | Spectateurs : 46 049 Arbitrage : Jack Clough    | Spectateurs : 46 049 Arbitrage : Jack Clough |

| Match amical                                                      | Allemagne de l'Ouest                                        | 4 - 1   | Belgique   | Müngersdorfer Stadion Cologne, Allemagne de l'Ouest |                                                 |
| 23 décembre 1956 · 14:00 heure locale · Historique des rencontres | Schröder (en) 24e · Vollmar 42e · Kelbassa 60e · Wewers 83e | (2 – 1) | Moyson 38e | Spectateurs : 67 000 Arbitrage : Jan Bronkhorst     | Spectateurs : 67 000 Arbitrage : Jan Bronkhorst |
| 23 décembre 1956 · 14:00 heure locale · Historique des rencontres | Rapport                                                     |         |            | Spectateurs : 67 000 Arbitrage : Jan Bronkhorst     | Spectateurs : 67 000 Arbitrage : Jan Bronkhorst |

## Les joueurs
| Joueurs                 | Joueurs                   | Amical | Amical | Amical | Amical | QCM 1958 | Amical |
| ----------------------- | ------------------------- | ------ | ------ | ------ | ------ | -------- | ------ |
| Gardiens de but         |                           |        |        |        |        |          |        |
| Alfons Dresen           | K Lierse SK               | 90     | r      | r      |        | 90       | 90     |
| Léopold Gernaey         | AS Ostende KM             | r      | 90     | 90     | 90     | r        |        |
| André Vanderstappen     | Olympic Club de Charleroi |        |        |        | r      |          | r      |
| Défenseurs              |                           |        |        |        |        |          |        |
| Marcel Dries            | K Berchem Sport           | 90     | 37e    | 90     | r      | r        | 90     |
| Alphons Van Brandt      | K Lierse SK               | 90     | 90     |        | 90     | 90       | r      |
| Rik Matthys             | RSC Anderlechtois         | r      |        |        |        |          |        |
| Henri Diricx            | Union Saint-Gilloise      |        | 37e    | 90     | 90     | 90       | 90     |
| Edward Wauters          | Royal Antwerp FC          |        |        | r      |        |          |        |
| Milieux                 |                           |        |        |        |        |          |        |
| Louis Carré             | RFC Liégeois              | 90     | r      | r      |        |          |        |
| Constant Huysmans       | R Beerschot AC            | 90     | 90     | 90     |        |          |        |
| Victor Mees             | Royal Antwerp FC          | 90     | 90     | 90     | 90     | 90       | 90     |
| Jef Jurion              | RSC Anderlechtois         | 90     | 90     | 90     | 90     | 90       |        |
| Robert Van Kerkhoven    | Daring Club de Bruxelles  | r      | 90     | 90     |        | 90       | 90     |
| Richard Orlans          | ARA La Gantoise           | 43e    | 90     | 90     | 90     | 90       | 90     |
| Remy Vandeweyer         | Union Saint-Gilloise      |        |        | 90 ,   | 90     |          |        |
| Firmin De Coster        | ARA La Gantoise           |        |        |        | 90     |          |        |
| André Van Herpe         | ARA La Gantoise           |        |        |        | 90     | 90       |        |
| Pierre Hanon            | RSC Anderlechtois         |        |        |        | r      | r        |        |
| René Vanderwilt         | RSC Anderlechtois         |        |        |        | r      | 90       | 90     |
| Robert Maertens         | Royal Antwerp FC          |        |        |        |        |          | 90     |
| Jean Mathonet           | Standard de Liège         |        |        |        |        |          | r      |
| Attaquants              |                           |        |        |        |        |          |        |
| Hippolyte Van den Bosch | RSC Anderlechtois         | 90     | 90     | r      |        |          |        |
| Jef Mermans             | RSC Anderlechtois         | 90     | 90     | 90     |        | r        |        |
| Jean-Louis Straetmans   | R White Star AC           | 43e    |        |        |        |          |        |
| Augustin Janssens       | Union Saint-Gilloise      | 90     |        |        |        |          | r      |
| Gaston De Wael          | RSC Anderlechtois         |        | 90     |        |        |          |        |
| Denis Houf              | Standard de Liège         |        | r      | 90     | 90     | 90       | 90     |
| Maurice Willems         | ARA La Gantoise           |        |        |        | 90 ,   | 90       |        |
| Rik Coppens             | R Beerschot AC            |        |        |        |        |          | 90     |
| Roland Moyson           | Daring Club de Bruxelles  |        |        |        |        |          | 90 ,   |

Un « r » indique un joueur qui était parmi les remplaçants mais qui n'est pas monté au jeu.
1. 1 2 3 4 5 6 7 8  Dernière sélection officielle pour le joueur.
2. 1 2 3 4 5 6 7  Première sélection officielle pour le joueur.
3. 1 2 3  Premier but officiel pour le joueur.

## Sources